# Mårten Fredrik von Engelhardt
Mårten Fredrik von Engelhardt, född 15 september 1734, död 21 januari 1802 i Reval, var en svensk amatörmusiker.
Engelhardt var kopist och sedermera kanslist i Kanslikollegium. Han invaldes som ledamot nr 44 av Kungliga Musikaliska Akademien den 16 juni 1772. Han flyttade till Livland 1792.